# Potez 39
«Потэ» 39 (фр. Potez 39) — французский двухместный многоцелевой моноплан-парасоль, созданный в конце 1920-х годов, авиастроительной компанией Potez.

## История создания
Самолет разработан в КБ фирмы «Аэроплан Анри Потэ» в 1929 году в ответ на спецификацию Министерства авиации Франции на фронтовой разведчик. Первый опытный образец Potez 39 вышел на испытания в январе 1930 года. Самолет серийно строился на заводе «Потэ» в Мельте с 1932 г. по 1935 г. Potez 39 состоял на вооружении во Франции (с 1932 г.) и в Перу (с 1933 г.). С 1938 г. эти машины во Франции начали переводить во вспомогательные и учебные подразделения. В мае — июне 1940 г. Potez 390А2 действовали как разведчики и легкие бомбардировщики на восточном и южном участках франко-германского фронта.
Перуанские самолеты принимали участие в вооруженном конфликте с Колумбией. Potez 39 был снят с вооружения во Франции в июле 1940 г.

## Конструкция
Конструктивно Potez 39 представлял собой одномоторный цельнометаллический моноплан-парасоль с неубирающимся шасси.

## Модификации
- Potez 39 — опытный самолет; двигатель Hispano-Suiza 12Hb с большим воздухозаборником, чем у серийного варианта.
- Potez 390 — основной серийный вариант; силовая установка как у опытного самолета.
- Potez 391 — производился массово с двигателем Lorraine 12Hdr мощностью 520 л. с. Перу купило 12 самолетов, оборудованных как легкие бомбардировщики/ночные истребители. Имел больший воздухозаборник двигателя, чем стандартные французские машины.
- Potez 392 — вариант с двигателем HS-12Xbrs (590 л. с.) и комплексом мер по улучшению аэродинамических качеств самолёта.
- Potez 39.10 — двухместный разведывательный самолет с двигателем Hispano-Suiza 12Ybrs мощностью 860 л. с. Поднялся в воздух в январе 1934 г. Серийно не производился.
- Potez 49 ТОЕ — многоцелевой полутораплан для использования в колониях, модификация самолета Potez 392. Маленькое нижнее крыло прикреплено к верхнему двумя подкосами. Поднимался в воздух в 1932 г. с двигателем Hispano-Suiza 12Hb мощностью 580 л. с., но дальше не дорабатывался.

## Тактико-технические характеристики

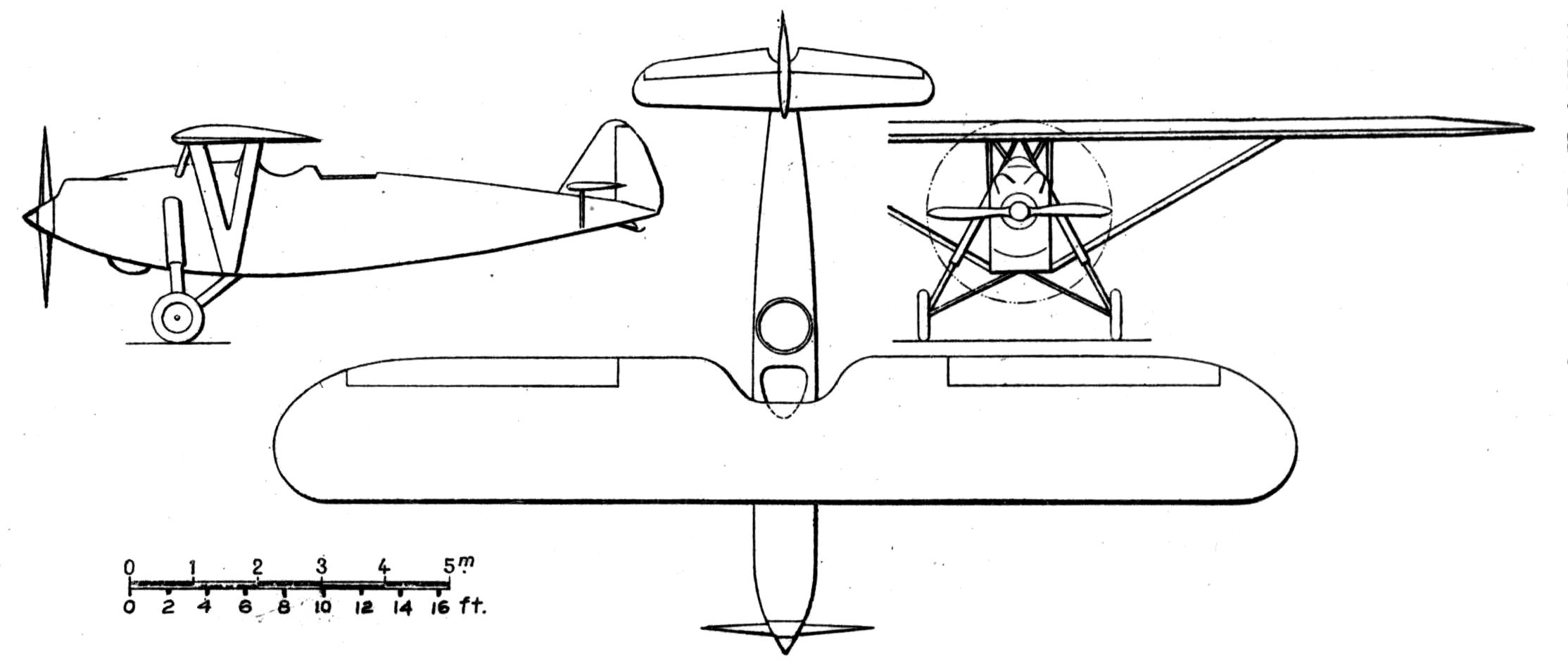
Potez 39

Источник данных: «Уголок неба»

Технические характеристики
- Экипаж: 2 человека
- Длина: 10,1 м
- Размах крыла: 16 м
- Высота: 3,4 м
- Площадь крыла: 35 м²
- Масса пустого: 1 607 кг
- Нормальная взлётная масса: 2 226 кг
- Силовая установка: 1 ×  Hispano-Suiza 12Hb
- Мощность двигателей: 1 × 580

Лётные характеристики
- Максимальная скорость: 235 км/ч
- Крейсерская скорость: 187 км/ч
- Практическая дальность: 750 км
- Практический потолок: 7 000 м

Вооружение
- Стрелково-пушечное: один синхронный 7.7-мм пулемет Darne и два турельных 7.7-мм пулемета Lewis
- Боевая нагрузка: 120 кг легких бомб